# Лоре, Виктор
Виктор Клемент Жорж Филипп Лоре (фр. Victor Clement Georges Philippe Loret; 1 сентября 1859, Париж — 3 февраля 1946, Лион) — французский египтолог, знаменитый своими раскопками в Долине Царей.

## Биография
Отец Виктора, Клемент Лоре — известный органист и композитор бельгийского происхождения. Его семья проживала в Париже с 1855 года. Вместе с отцом, Виктор Лоре неоднократно посещал Египет и опубликовал свою первую книгу «Египет во времена фараонов» (L'Égypte aux temps des pharaons) в 1898 году.
Виктор Лоре получал образование в Сорбонне вместе с Гастоном Масперо, и стал председателем «Службы древностей» в 1897 году. Начиная с открытия гробницы Аменхотепа II (KV35) в 1898 году, он проводил регулярные исследования гробниц в Долине Царей.

#### Раскопки
В гробнице KV35, кроме самого Аменхотепа II, команда Лоре обнаружила также спрятанные там в начале XXI династии Третьего переходного периода мумии фараонов Тутмоса IV, Аменхотепа III и Мернептаха.
В 1920 году экспедиция Виктора Лоре изучала территорию Большого Зимбабве, которая принадлежала британской колонии под названием Южная Родезия. В существовавшем споре в научном сообществе, Лоре принял сторону Альфреда Фуше, который утверждал, что руины Большого Зимбабве были построены финикийцами, а не предками народа банту. Эти выводы в дальнейшем привели к его научной конфронтации с Гертрудой Катон-Томпсон.
Виктор Лоре также открыл и исследовал гробницы KV32, KV33, KV36, KV38, KV40, KV41 и KV42. Кроме того, он считается первооткрывателем гробницы Тутмоса III (KV34), однако с этим не согласны отдельные специалисты, отдающие пальму первенства одному из его сотрудников.

#### Карьера
Лоре преподавал египтологию в Лионе, где его учеником был Александр Вариль, один из главных членов «Луксорской группы», известный своими взглядами на символику и философию Древнего Египта.
Будучи другом Сен-Санса, Лоре интересовался музыкой и инструментами фараоновского периода. Будучи этномузыковедом, он расшифровал традиционные мелодии и танцы юга Долины царей.
В 1926 году он получил звание Кавалера Почетного легиона.

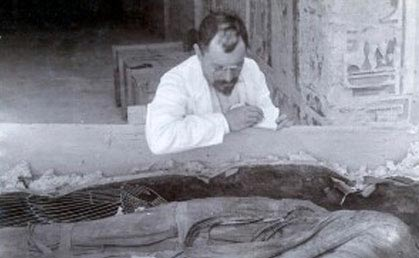
Виктор Лоре во время раскопок в Египте.

### Завещание
Лоре скончался во французском Лионе 3 февраля 1946 года, учёному было 86 лет. Часть своих архивов он завещал Университету Лиона, однако подавляющее большинство из своей коллекции Виктор Лоре оставил любимому студенту, Александру Вариллю. Эти архивы недавно приобрёл Университет Милана.